# Félix (Disney)
Pour les articles homonymes, voir Félix.
Félix est un personnage de fiction de l'univers de Mickey Mouse créé en 1975 par Romano Scarpa pour les studios Disney.

## Histoire et personnalité
Mickey le rencontre pour la première fois lors du retour de son ami Génius (décrit ici par Scarpa comme un baroudeur mature contrairement à sa version comique parue dans Le Journal de Mickey). Génius l’a recueilli lors de son service dans la Légion étrangère et le présente comme son fils adoptif.
Vif et espiègle, Félix a l’apparence d’un jeune mainate anthropomorphe au plumage noir, capable de voler, habillé d’un pantalon ample et d’une casquette portée de travers. Il est constamment hébergé chez Mickey, son père préférant le lui confier plutôt que de l’emmener avec lui durant ses périlleux voyages. S’ensuivront paradoxalement de nombreuses enquêtes et voyages en équipe avec Mickey, lui-même n'étant pas moins aventureux que Génius.

## Apparitions
En avril 2022 le site INDUCKS recense 45 histoires en duo avec Mickey dont 27 ont été traduites en français. Sa première aventure, Génius Légionnaire, a été publiée en France en 1986 dans le Mickey Parade n° 82 et sa dernière en date, La Menace Minuscule, en 2020 dans le Mickey Parade Géant n°374, scénarisée par Andrea ”Casty” Castellan qui a repris le personnage depuis la mort de Scarpa. Du fait de leur relative ressemblance, Félix a parfois été nommé Génius par les premiers traducteurs.
Création originale de Romano Scarpa, ce dernier fit beaucoup d’efforts pour le mettre en avant en choisissant par exemple de systématiquement l’adjoindre à Mickey en tant qu’assistant, la seule exception étant une histoire commandée pour le marché français qui nécessitait que le héros soit seul. Il l’a de plus animé et fait parler dans le générique d'ouverture Presentazione Disney du programme télévisé Vai col verde diffusé en Italie en 1982.
En 2016, soit 41 ans après sa création, le public américain découvre enfin les premières traductions de ses aventures en le renommant Ellroy (Ellsworth étant le nom en VO de Génius).